# Rachel Gillet
Rachel Gillet (* 19. Jahrhundert) war eine Schauspielerin der Stummfilmzeit, die in zwei Filmen von Georges Méliès in der Hauptrolle besetzt war.

## Biografie
Über den Werdegang und das Leben von Rachel Gillet ist lediglich bekannt, dass sie in zwei Filmen des französischen Illusionisten, Theaterbesitzers, Filmpioniers und Filmregisseurs Georges Méliès jeweils in der Hauptrolle besetzt war. Es handelt sich dabei um die Stummfilme Le petit chaperon rouge von 1901 und L’Ange de Noël von 1904.
Bei Le petit chaperon rouge handelt es sich um ein Märchen, das auf Charles Perrault zurückgeht und von diesem bereits 1695 in Perrault’s Tales of the Mother Goose, The Dedication Manuscript of 1695 veröffentlicht wurde. Die Brüder Grimm veröffentlichten die Geschichte im ersten Band ihrer Kind- und Hausmärchen von 1812 unter der Nummer 26 und dem Titel Rotkäppchen. Gillet verkörpert in der Verfilmung die Titelfigur des Rotkäppchens, wobei diese Fassung stark von der Märchenerzählung der Brüder Grimm abweicht. So legt Rotkäppchen sich nach des Wolfs Aufforderung nackt zu diesem ins Bett. Perraults Absicht war es, Verhaltensmaßregeln für junge Frauen aufzustellen, wobei er zum Mittel der Abschreckung griff.
L’Ange de Noël auch Détresse et charité (dt. Not und Nächstenliebe; englischer Titel The Christmas Angel, übersetzt Der Weihnachtsengel) ist ein französisches stummes Kurzfilmdrama von 1905 von und mit Georges Méliès nach einem Essay von Norman McLaren und John Frazer. Neben Méliès ist Rachel Gillet in der Hauptrolle besetzt. Sie verkörpert ein sehr armes französisches Mädchen, das in der Weihnachtszeit für die Familie betteln geht und fast erfriert.